# 大原大宮神社
大原大宮神社（おおはらおおみやじんじゃ）は、千葉県習志野市実籾にある神社。旧社格は村社。大宮大原神社（おおみやおおはらじんじゃ）や大原神社・大宮神社（おおはらじんじゃ・おおみやじんじゃ）などとも呼ばれる。
登記上の宗教法人名称は大原神社（おおはらじんじゃ）。

## 祭神
- 伊奘諾尊（大宮父）
- 伊弉冉尊（大原母）
- 猿田彦命

## 由緒
伊弉冉尊を祭神とする大原神社は天治元年（1124年）に実籾本郷に創建。東金御成街道の整備に伴い、文禄元年（1592年）2月に現在地へ遷座。宝暦2年（1752年）10月に猿田彦命を合祀。
慶応元年（1865年）6月、この年の二宮神社の下総三山の七年祭りに出すため、神輿を新調した。
明治41年（1908年）に実籾上宿にあった大宮神社（祭神・伊奘諾尊）を合祀し、大原大宮神社とも呼ばれるようになった。同44年（1911年）には実籾村内の三山神社、八幡神社、第六天神社、八坂神社、弁財天社を合祀し、実籾本郷および実籾上宿・下宿（現在の東習志野・実花地区）を氏子地域とするようになった。
昭和12年（1937年）7月に本殿補修、拝殿改築を行った。同51年（1976年）秋には神社庁から第一次模範神社（各県1～2社）に指定された。

## 境内
- 夫婦タブノキ
- 習志野市名木百選第61番。タブノキは、市内の神社でよくみられる常緑高木である[1][2]。
- アカガシとクロマツ

根本から組んでいるアカガシとクロマツの木。習志野市名木百選第62番。
- 悲願達成感謝の碑

1992年（平成4年）に竣工された浜田川の治水工事を記念するために当時使われた掘削機の全面盤刃型を碑として設置されたもの。

## 摂末社

### 境内社
- 祖霊殿

全氏子の祖先および戦没英霊130余柱を祀る。
- 浅間大神
- 小御嶽神社
- 子安大明神
- 御嶽山大神

### 境外社
- 大宮神社

合祀された大宮神社の旧社地。
位置：千葉県習志野市実籾本郷12（北緯35度40分56秒 東経140度03分56.9秒 / 北緯35.68222度 東経140.065806度）
- 八幡稲荷神社

合祀された八幡神社の旧社地。由緒には1910年（明治43年）4月28日政令により大原神社に合祀とある。
位置：千葉県習志野市東習志野2-6（北緯35度41分33.6秒 東経140度04分05.6秒 / 北緯35.692667度 東経140.068222度）

## 祭事
- 歳旦祭（1月1日）
- 御奉謝（おびしゃ）祭（1月20日）
- 節分祭（2月3日）
- 夏越の祓（6月30日）
- 例大祭（10月19日）
- 大祓式（12月31日）
- 下総三山の七年祭り（丑年・未年）

船橋市三山にある二宮神社を中心とし、船橋市・千葉市・八千代市・習志野市の9神社が参加する祭り。当社は「叔母（おば）」の役割を務める。

## 交通アクセス
- 京成電鉄本線 実籾駅より徒歩約5分（500m）